# オックスゴール
オックスゴール（英:ox gall）は動物、ことにウシの胆汁のこと。この記事では美術分野で支持材と絵の具のなじみをよくする界面活性剤として利用されるものを取り上げる。

## 使用法
パレット上の絵の具に数滴垂らしたり、薄めたものを用紙にあらかじめ塗っておいたりして使う。用紙表面のにじみ止めが効き過ぎて絵の具を弾いてしまう場合や、特に均一な色を塗りたい場合、複数の色を画面上で垂らし合わせたい場合に用いる。